# Іньїго Перес
Іньїго Перес (ісп. Iñigo Pérez, нар. 18 січня 1988, Памплона) — іспанський футболіст, що грав на позиції півзахисника. По завершенні ігрової кар'єри — тренер. З 2024 року очолює тренерський штаб команди «Райо Вальєкано».

## Ігрова кар'єра
Народився 18 січня 1988 року в місті Памплона. Вихованець футбольної школи «Більбао Атлетік». Пройшов через усю піраміду команд цього клубу — з 2006 року почав паралельно виступати за «Басконію» (третю команду) та «Більбао Атлетік» (другу команду).
2009 року був уперше залучений до ігор головної команди баскського клубу — «Атлетік Більбао», проте відразу не пробився до її основного складу і 2011 року віддався в оренду до «Уески».
Протягом 2011–2013 років знову був у розпорядженні тренерського штабу «Атлетік Більбао», проте знову виходив на поле нерегулярно і сезон 2013/14 провів в оренді, цього разу у «Мальорці».
Влітку 2014 року розірвав контракт з «Атлетіком» і став гравцем друголігової «Нумансії», в якій провів наступні чотири сезони.  Граючи у складі «Нумансії» здебільшого виходив на поле в основному складі команди.
Влітку 2018 року за 750 тисяч євро перейшов до іншого представника Сегунди — клубу «Осасуна». Завершив професійну кар'єру виступами за цю команду у 2024.

## Кар'єра тренера
Розпочав тренерську кар'єру відразу ж по завершенні кар'єри гравця, 2022 року, увійшовши до тренерського штабу клубу «Райо Вальєкано» як помічник головного тренера. 2024 року очолив його тренерський штаб.